# فريدي جيمس
فريدي جيمس (بالإنجليزية: Freddie James)‏ هو لاعب كرة قدم أمريكية أمريكي، ولد في 1937.